# Meteorium undulifolium
Meteorium undulifolium là một loài Rêu trong họ Meteoriaceae. Loài này được Broth. & Thér. mô tả khoa học đầu tiên năm 1921.